# Odessa în flăcări
Odessa în flăcări (sau "Cătușe roșii"), Odessa in fiamme în italiană este un film realizat în anul 1942 într-o coproducție româno-italiană.
Filmul a fost regăsit în 2004 întâmplător în arhivele studiourilor Cinecittà din Roma.
Filmul a fost regizat de Carmine Gallone, pe un scenariu de Nicolae Kirițescu. 
Din distribuție făceau parte actorii români: Maria Cebotari, Mircea Axente, George Timică și Silvia Dumitrescu-Timică, alături de actorii italieni: Carlo Ninchi, Filippo Scelzo, Olga Solbelli, Rubi D'Alma și Bella Starace Sainati.
Filmul a fost prezentat în 1942 la Expoziția Internațională de Artă Cinematografică de la Veneția, unde a câștigat marele premiu.
Filmul Odessa în flăcări, preluat în copie din Italia, a fost recondiționat.